# 張曜靈
張曜靈（344年—355年），字元舒，是十六国時期前凉政權的君主，前凉桓王張重華子。張曜靈即位不久就被伯父張祚奪位，及後更被殺害。

## 生平
建興四十一年（353年），張重華患病，遂立張曜靈為世子。同年張重華去世，實歲仅九岁的張曜靈继位，稱大司馬、護羌校尉、涼州刺史、西平公。張重華原本想以謝艾輔政，但遭其兄張祚與寵臣趙長、尉緝等勾結而壓下張重華的命令，於是張曜靈繼位後，張祚就矯令擔任輔政工作。不久，趙長等以張曜靈太過年輕，建議立年長君主，其祖母马氏與張祚私通，遂废曜靈爲涼寧侯，由張祚繼位。
和平二年八月（355年），张瓘等大臣试图废黜张祚、迎張曜靈复位，未成，張曜靈被張祚派遣杨秋胡暗杀，匿尸沙坑。谥為哀公。